# Musée Saab
Le musée Saab (en suédois : Saab Car Museum) est un musée à Trollhättan (Suède). Il retrace l'histoire du constructeur automobile suédois Saab.
Le musée est situé dans l'un des anciens bâtiments de l'usine NOHAB à Trollhättan et présente une collection de voitures allant du premier prototype aux modèles modernes, ainsi que des modèles qui n'ont pas été produits en série.
À côté du musée se trouve Innovatum et un téléphérique menant aux centrales électriques et à la zone des écluses situées à proximité. Le téléphérique a été démoli en 2018. Si vous souhaitez traverser le canal Trollhätte, une passerelle se trouve à proximité du musée. 

## Le musée après la faillite de Saab Automobile
Lorsque Saab Automobile a fait faillite en décembre 2011, l'inventaire du musée a été intégré à la masse de la faillite de l'entreprise. L'administrateur judiciaire a lancé un appel d'offres en janvier 2012, qui a été remporté par la ville de Trollhättan et Saab AB pour un montant de 28 millions de couronnes suédoises. Grâce à l'intervention de Peter « Poker » Wallenberg, le Fonds commémoratif Marcus et Amalia Wallenberg a soutenu la municipalité à hauteur de 6 millions de couronnes suédoises pour sa part de l'appel d'offres. Le musée est désormais détenu à 70 % par la municipalité et à 30 % par Saab AB, la ville de Trollhättan et la région de Västra Götaland couvrant ses frais de fonctionnement. 